# Noroi - The Curse
(L'incipit del film)
(Il medium)
Noroi - The Curse (ノロイ Noroi) è un film del 2005, diretto da Kōji Shiraishi. Girato con lo stile del falso documentario, il film è stato ben accolto dalla critica e dal pubblico ed è considerato tra i migliori prodotti collocati nel genere J-Horror.

## Trama
Una produzione televisiva annuncia di aver ritrovato materiale video appartenente al giornalista Masafumi Kobayashi, specializzato nel campo del paranormale e dell'occulto. Il giornalista è stato dichiarato scomparso dopo che un incendio è divampato nella sua abitazione, in cui sua moglie Keiko ha perso la vita.
Il video contiene interviste fatte dal giornalista, registrazioni di programmi televisivi, materiale di repertorio, il tutto raccolto da Kobayashi, impegnato negli ultimi mesi su alcuni strani accadimenti, come la scomparsa di una bambina con capacità ESP, un'inquietante apparizione durante un servizio televisivo notturno in una foresta, le folli dichiarazioni di un medium, le convulsioni dell'attrice Marika Matsumoto. Kobayashi trova un legame tra tutte queste storie: la maledizione di Kagutaba, un demone che, secondo la leggenda, venne imprigionato nelle viscere di un paesino del Nagano per mezzo di un antico rituale, avvenuto per l'ultima volta nel 1978. Per approfondire la sua ricerca, Kobayashi si reca in questo paese, insieme al medium, ad un cameraman ed a Marika Matsumoto, per verificare ciò che i paesani temono di più: il risveglio del demone.